# Teverener Heide

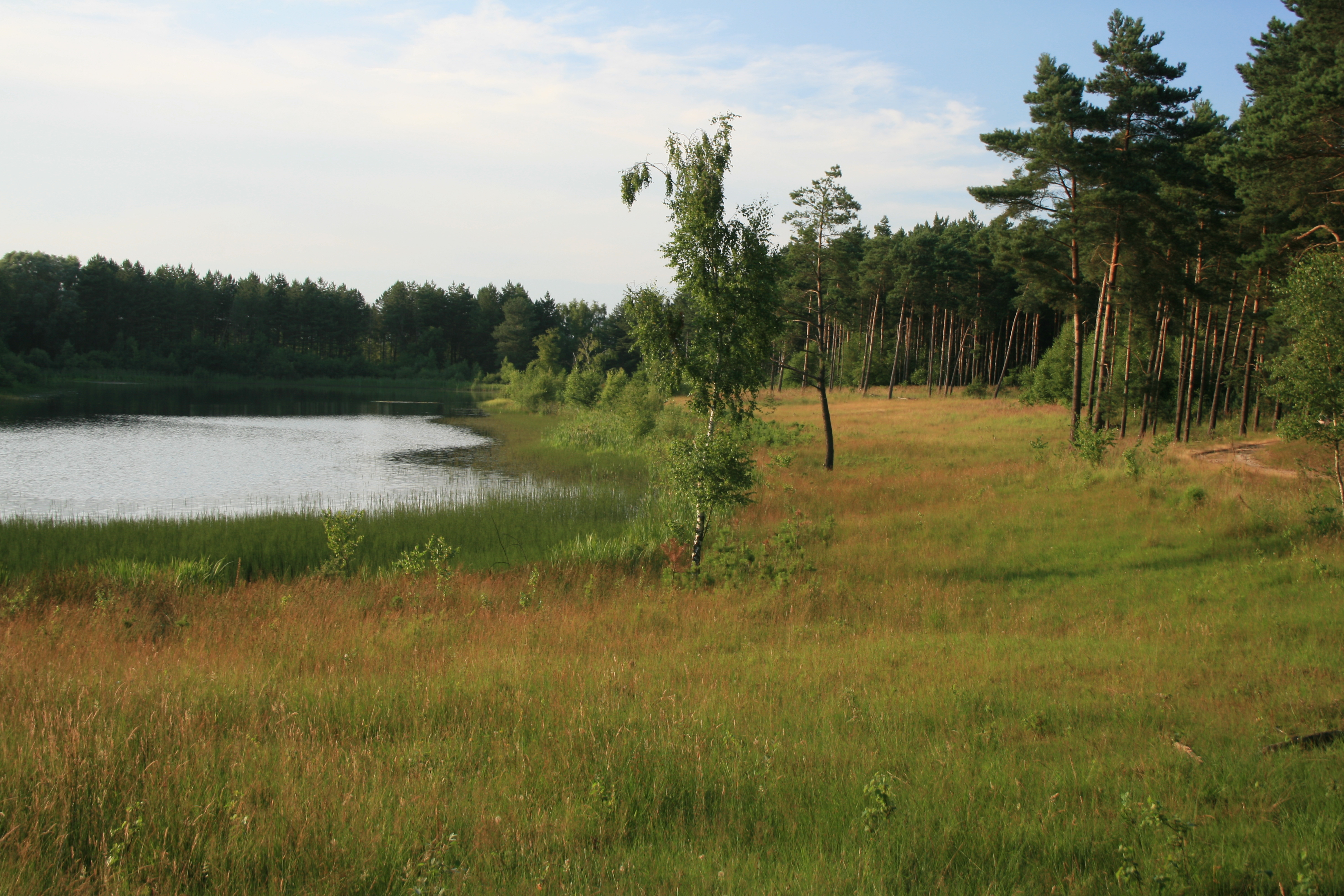
Landschap in de Teverener Heide

De Teverener Heide is een natuurgebied ten westen van de tot de Duitse gemeente Geilenkirchen behorende plaats Teveren. Het ligt onmiddellijk ten oosten van de Duits-Nederlandse grens. Ten noorden van het gebied ligt de NATO Air Base Geilenkirchen, verder naar het noordwesten de Schinveldse Bossen, in het westen de Steenberg Emma-Hendrik, in het zuidwesten de golfbaan van Golfclub Brunssummerheide en de Brandenberg.
Het gebied is 450 ha groot en is een Natura 2000-gebied.
Het gebied heeft een aantal ontwikkelingen doorgemaakt waarvan de meest ingrijpende de winning van zand en grind is geweest, onder meer ten behoeve van de kalkzandsteenindustrie. Mede hierdoor is een reliëfrijk gebied ontstaan dat ook waterplassen, heide, stuifzanden, bossen en schrale bodems omvat.
In 1977 kreeg het gebied een beschermde status. Tegenwoordig is het gebied door middel van uitgezette wandelingen en (tweetalige) informatiepanelen toegankelijk gemaakt. Samen met aangrenzende natuurgebieden in Duitsland en Nederland, zoals het Dal van de Roode Beek, de Brandenberg en de Brunssummerheide, vormt het een uitgestrekt reservaat: het Heidenatuurpark. De Teverener Heide is onder andere door de Natuurbrug Heidenatuurpark en de Natuurbrug Feldbiss met de Brandenberg en de Brunssummerheide verbonden.